# Bart Berman
Bart Berman (Rotterdam, 29 december 1938) is een Nederlands-Israëlisch klassiek pianist, die vooral bekendheid geniet als vertolker van Franz Schubert en moderne klassieke muziek. 
Hij studeerde piano bij Jaap Spaanderman op het Conservatorium van de Vereniging "Muzieklyceum" te Amsterdam (opgegaan in het Conservatorium van Amsterdam), waar hij de prix d'excellence behaalde. Daarna volgde hij nog pianolessen bij Theo Bruins en een masterclass bij Alfred Brendel.
Bart Berman won de eerste prijs in het Gaudeamus Concours voor vertolkers van eigentijdse muziek, de Vriendenkrans van het Concertgebouw en vier eerste prijzen in wedstrijden voor jonge solisten. Hij treedt internationaal op als solist en met fluitiste Abbie de Quant, pianist Meir Wiesel, het Tamar pianotrio en een aantal vocalisten.
Hij was hoofdvakleraar piano aan de conservatoria van Rotterdam en Arnhem en muziekredacteur aan het Israel Music Institute. Tussen zijn vele leerlingen bevinden zich Cleem Determeijer, Kees van Eersel, Margriet Ehlen, Dror Elimelech en Matthijs Verschoor.
Berman studeerde compositie bij Bertus van Lier en Wouter van den Berg. Hij componeerde meerdere originele stukken, cadensen voor alle pianoconcerten van Haydn, Mozart en Beethoven en extra pianopartijen voor werken van J.S. Bach, Muzio Clementi en Daniel Steibelt. Het bekendst werden zijn voltooiingen voor Schuberts onvoltooide pianosonaten en Bachs Kunst der Fuge. 